# 加平
加平（かへい）は、東京都足立区の町名。現行行政地名は加平一丁目から三丁目。住居表示実施済み区域である。

## 地理
隣接する地域は、北は北加平町、東は谷中、南は綾瀬、西は綾瀬川を挟んで六町、西加平および青井。綾瀬川東岸の地域南部にあり、環七通りが地区中央を東西に横切っている。加平一丁目にはその外観が特徴的な第一加平出入口がとぐろを巻いており、周辺には多数の商業店舗やマンションが立ち並ぶ。環七通り北側の二・三丁目には、土地区画整理事業の際に整備された公園が多く点在する。総じて、加平地区には高層マンションや駐車場、流通関係企業が多くあることが地域の特徴である。

### 広義の加平
汎称地名としての「加平」は、加平一丁目から三丁目のみならず、隣接する「北加平町」と「西加平」を含む。これらの地域はかつて、嘉兵衛新田と呼ばれる一つの農村を形成していた。だが江戸時代に綾瀬川が開削されて嘉兵衛新田は地理的に東西に分断され、1932年（昭和7年）、足立区の成立に伴い綾瀬川の東側が東加平町、西側が西加平町となり、さらに後に東加平町は加平と北加平町とに分割された。本項においては加平一から三丁目を中心に、西加平および北加平町についても記載する。

### 地価
住宅地の地価は、2025年（令和7年）1月1日の公示地価によれば、加平1-17-22の地点で40万7000円/m2となっている。

## 地名由来
上述のように、加平地域はかつて嘉兵衛新田という農村であった。嘉兵衛とはこの地を開拓した伊藤嘉兵衛の名にちなんだものである。その後の1932年（昭和7年）に足立区制が施行された際の町名変更で嘉兵衛は「加平」と改称し、綾瀬川以東を東加平町、以西を西加平町とした。

## 歴史
加平は江戸時代の嘉兵衛新田の東川端・菖蒲沼・井堀添の三つの字を基礎として成立した。嘉兵衛新田が開かれる以前のこの地域は「ヤムラ」と呼ばれていたという。ヤムラは谷村とも八村とも書かれていたが、開拓前のこの地域は低湿地帯であり、「谷」とはそこから付けられた名であることが多いようである。また周辺にハッ村落用水路がある。

## 世帯数と人口
2025年（令和7年）1月1日現在（足立区発表）の世帯数と人口は以下の通りである。
| 丁目       | 世帯数    | 人口    |
| ---------- | --------- | ------- |
| 加平一丁目 | 1,688世帯 | 2,943人 |
| 加平二丁目 | 1,012世帯 | 1,720人 |
| 加平三丁目 | 1,229世帯 | 2,153人 |
| 計         | 3,929世帯 | 6,816人 |

### 人口の変遷
国勢調査による人口の推移。
| 年                 | 人口  |
| ------------------ | ----- |
| 1995年（平成7年）  | 4,562 |
| 2000年（平成12年） | 5,256 |
| 2005年（平成17年） | 5,530 |
| 2010年（平成22年） | 6,293 |
| 2015年（平成27年） | 5,903 |
| 2020年（令和2年）  | 6,837 |

### 世帯数の変遷
国勢調査による世帯数の推移。
| 年                 | 世帯数 |
| ------------------ | ------ |
| 1995年（平成7年）  | 2,012  |
| 2000年（平成12年） | 2,336  |
| 2005年（平成17年） | 2,595  |
| 2010年（平成22年） | 3,204  |
| 2015年（平成27年） | 3,064  |
| 2020年（令和2年）  | 3,689  |

## 学区
区立小・中学校に通う場合、学区は以下の通りとなる（2023年4月時点）。なお、足立区では学校選択制度を導入しており、区内全域から選択することが可能。ただし、小学校に関しては、2018年（平成30年）度から学区域または学区域に隣接する学校のみの選択になる。
| 丁目       | 番地 | 小学校               | 中学校               |
| ---------- | ---- | -------------------- | -------------------- |
| 加平一丁目 | 全域 | 足立区立東加平小学校 | 足立区立東綾瀬中学校 |
| 加平二丁目 | 全域 | 足立区立東加平小学校 | 足立区立谷中中学校   |
| 加平三丁目 | 全域 | 足立区立東加平小学校 | 足立区立谷中中学校   |

## 事業所
2021年（令和3年）現在の経済センサス調査による事業所数と従業員数は以下の通りである。
| 丁目       | 事業所数  | 従業員数 |
| ---------- | --------- | -------- |
| 加平一丁目 | 79事業所  | 857人    |
| 加平二丁目 | 57事業所  | 633人    |
| 加平三丁目 | 68事業所  | 665人    |
| 計         | 204事業所 | 2,155人  |

### 事業者数の変遷
経済センサスによる事業所数の推移。
| 年                 | 事業者数 |
| ------------------ | -------- |
| 2016年（平成28年） | 192      |
| 2021年（令和3年）  | 204      |

### 従業員数の変遷
経済センサスによる従業員数の推移。
| 年                 | 従業員数 |
| ------------------ | -------- |
| 2016年（平成28年） | 2,085    |
| 2021年（令和3年）  | 2,155    |

## 交通

### 鉄道
加平地域内に鉄道駅は存在しない。しかし近隣地区に東京メトロや首都圏新都市鉄道の駅があり、徒歩や路線バスで日常的に利用されている。
- 東京メトロ

地下鉄千代田線：北綾瀬駅
- 首都圏新都市鉄道

つくばエクスプレス線：六町駅/青井駅

### 道路・橋梁
- 首都高速6号三郷線/加平出入口
- 埼玉県道・東京都道102号平方東京線
- 東京都道314号言問大谷田線
- 東京都道318号環状七号線（環七通り）
- 花畑街道
- 新加平橋（綾瀬川橋梁）
- みどり橋（綾瀬川橋梁）

## 施設
教育
- 足立区立東加平小学校

公園
- 加平第一公園
- 加平第二公園
- 川端第一公園
- 川端第二公園
- 上の公園

宗教
- 慈恵院足立別院
- 創価学会綾瀬文化会館
- 東京ホザナ教会
- S.D.A.足立教会

その他
- ホテルシルフィード
- スーパーベルクス足立加平店
- コジマ×ビックカメラ足立加平店
- 二木ゴルフ加平店
- サイクルベースあさひ加平店
- エールメガネ北綾瀬店

## 史跡
- いぼ地蔵
- 圓泉寺

正式には「大光寺観音院圓泉寺」。京都府の浄土宗知恩院が本山であり、本尊は阿弥陀如来
- 本修寺
- 天祖神社

嘉兵衛新田の鎮守「神明宮」として1610年（慶長15年）に創建。天照大神が祭神
- 稲荷社

蒼稲魂命が祭神
- 三峯神社

日本武尊が祭神
- 庚申塔

## その他

### 日本郵便
- 郵便番号 : 121-0055[3]（集配局 : 足立北郵便局[17]）。